# Стойсавлевич, Лазар
Лазар Стойсавлевич (серб. Лазар Стојсављевић; 5 мая 1998, Лондон, Англия) — сербский футболист, защитник.

## Карьера
Родился в Лондоне и футболом начал заниматься в Англии. Воспитанник клуба «Уокинг». В его основном составе дебютировал в Национальной лиге 3 октября 2017 года в победном матче против «Честера» (2:0). В январе 2018 года Стойсавлевич забил свой первый мяч на профессиональном уровне. В поединке с «Файлдом» (1:0), однако радостное событие омрачилось переломом черепа, из-за которого защитник на долгое время выбыл из строя.
Перейдя в «Миллуолл» футболист так и ни разу не сыграл за него. В своей следующей команде, «Ньюпорт Каунти», он принял участие лишь в одном матче в Кубке Английской футбольной лиги.
Вернувшись на свою историческую родину, Стойсавлевич подписал контракт с «Воеводиной», но и в ее состав он не проходил (лишь один матч в Кубке страны). Для получения игровой практики он отправился в другой коллектив сербской Суперлиги — «Рад».
Постоянное место на поле защитник обрел в словацком «Тренчине», однако и в этом клубе на первых порах он отправлялся в аренду в выступавшую во второй лиге «Дубницу».
20 февраля 2025 года пополнил ряды российской команды ФНЛ «Сочи». По итогам сезона южане через переходные матчи пробились в Премьер-Лигу, а сербский легионер вместе с другими игроками сочинцев Даниилом Мартовым, Амиром Батыревым, Ованнесом Арутюняном и Кириллом Никитиным был выставлен на трансфер.

## Достижения
- Обладатель Кубка Сербии (1): 2019/20.